# Ulrik Schmidt
Ulrik Schmidt (ur. 19 sierpnia 1962 w Kopenhadze) – duński curler, 13-krotny reprezentant Danii na mistrzostwach Europy i 8-krotny na mistrzostwach świata, olimpijczyk. Jest zawodnikiem Hvidovre Curling Club, jako kapitan drużyny występuje na pozycji trzeciego.
W curling zaczął grać w 1980, 4 lata później prowadził reprezentację Danii na Mistrzostwach Świata Juniorów 1984. Drużyna zajęła tam 9. miejsce. W 1987 dołączył do Sörena Banga, w jego drużynie jako otwierający wystąpił na ME zajmując 5. pozycję. Jako rezerwowy Schmidt wystąpił na ME 1991. W 1996 po raz pierwszy to on był kapitanem drużyny podczas Mistrzostw Europy. W tym sezonie zakończył rywalizację europejską na 5. miejscu a MŚ 1997 na 6. W grudniu tego samego roku Ulrik Schmidt zdobył swój pierwszy medal na imprezie międzynarodowej, było to srebro po przegraniu 5:10 finału ME 1997 przeciwko Niemcom (Andreas Kapp). Kolejnym występem były MŚ 1999, kiedy to Dania uplasowała się na 6. pozycji. Podczas ME 1999 Schmidt powtórzył sukces z 1997, dotarł do finału rywalizacji, gdzie przegrał 5:6 przeciwko Szkocji (Hammy McMillan). Rok później obronił srebrny medal, w finale Duńczycy ulegli 7:8 Finom (Markku Uusipaavalniemi). Wcześniej zakończył MŚ 2000 na 5. miejscu. W sezonie 2001/2002 zespół Ulrika nie wygrał mistrzostw kraju, jednak on sam był rezerwowym u Lasse Lavrsena.
Drużyna Schmidta była reprezentacją kraju na Zimowych Igrzyskach Olimpijskich 2002 z 3 wygranymi i 6 porażkami zajęła 7. miejsce. Niecałe dwa miesiące później na MŚ 2002 uzyskała lepszy 5. rezultat. Tę samą pozycję wywalczył na ME 2002. Później w tym sezonie zakończył na 6. miejscu Mistrzostw Świata 2003.
Dotychczas swój ostatni medal Schmidt zdobył na ME 2003, po przegranej w play-off z późniejszym mistrzem Davidem Murdochem wygrał mały finał przeciwko Szwajcarom (Bernhard Werthemann). Schmidt wystąpił w dwóch kolejnych mistrzistwach Europy zajmując 6. miejsce. Do mistrzostw świata powrócił w 2006 zajmując 8.  miejsce, rok później był trenerem Danii na Mistrzostwach Europy 2007. W 2008 wystąpił na Mistrzostwach Świata 2008 jako otwierający u Johnny’ego Frederiksena. Z nim głównie w ostatnich latach toczyła się rywalizacja o reprezentowanie kraju. W pierwszym wspólnym występie Duńczycy uplasowali się na odległym 9. miejscu.
W sezonie 2008/2009 Schmidt przyłączył się do drużyny Frederiksena i objął stanowisko skipa przy czym stary kapitan zagrywa ostatnie kamienie. Z tym ustawieniem Dania zajęła 5. miejsce Mistrzostw Europy 2008. W kolejnych występach zespół ukończył rywalizację Mistrzostw Świata 2009 i Mistrzostw Europy 2009 na 7. miejscu.
W 2010 Schmidt po raz drugi wystąpił na Zimowych Igrzyskach Olimpijskich, jego drużyna z bilansem 2 wygranych i 7 przegranych zajęła 9. miejsce. W MŚ 2010 z bilansem 7-4 uplasował się na 5. miejscu.

## Drużyna
|              |              | Czwarty            | Trzeci           | Drugi              | Otwierający        |
| ------------ | ------------ | ------------------ | ---------------- | ------------------ | ------------------ |
| od 2008/2009 | od 2008/2009 | Johnny Frederiksen | Ulrik Schmidt    | Bo Jensen          | Lars Vilandt       |
| MŚ 2008      | MŚ 2008      | Johnny Frederiksen | Lars Vilandt     | Bo Jensen          | Ulrik Schmidt      |
| 2002–2007    | 2002–2007    | Ulrik Schmidt      | Lasse Lavrsen    | Carsten Svensgaard | Joel Ostrowski     |
| MŚ 2002      | MŚ 2002      | Ulrik Schmidt      | Lasse Lavrsen    | Carsten Svensgaard | Bo Jensen          |
| 1997–2002    | 1997–2002    | Ulrik Schmidt      | Lasse Lavrsen    | Brian Hansen       | Carsten Svensgaard |
| 1996/1997    | 1996/1997    | Ulrik Schmidt      | Lasse Lavrsen    | Brian Hansen       | Ulrik Damm         |
| ME 1987      | ME 1987      | Sören Bang         | Henrik Jakobsen  | Lasse Lavrsen      | Ulrik Schmidt      |
| MŚJ 1984     | MŚJ 1984     | Ulrik Schmidt      | Michael Pedersen | Anders Søderblom   | Palle Poulsen      |

## Wielki Szlem[3]
| Turniej                | 2009/2010 |
| ---------------------- | --------- |
| Canadian Open          | A         |
| World Cup of Curling   | QF        |
| The National           | A         |
| Players’ Championships | A         |

| A  | = nie uczestniczył                         |
| x  | = nie zakwalifikował się do fazy finałowej |
| QF | = ćwierćfinał                              |
| SF | = półfinał                                 |
| F  | = finał                                    |
| W  | = zwycięstwo                               |